# آبچلیک نوک‌سربالا
آبچلیک نوک‌سربالا   (نام علمی: Xenus cinereus) نام یک گونه از تیره آبچلیکان است.